# Huelgoat
Huelgoat település Franciaországban, Finistère megyében. Lakosainak száma 1420 fő (2022. január 1.). Huelgoat Berrien, Brennilis, La Feuillée, Plouyé és Poullaouen községekkel határos.

## Népesség
A település népességének változása:
| Lakosok száma | 2456 | 2026 | 1742 | 1622 | 1542 | 1530 | 1449 | 1406 | 1405 | 1420 |
|               | 1968 | 1982 | 1990 | 2006 | 2013 | 2015 | 2017 | 2019 | 2020 | 2022 |